# Германско-эмиратские отношения
Германско-эмиратские отношения — двусторонние дипломатические отношения между Германией и Объединёнными Арабскими Эмиратами (ОАЭ).

## История

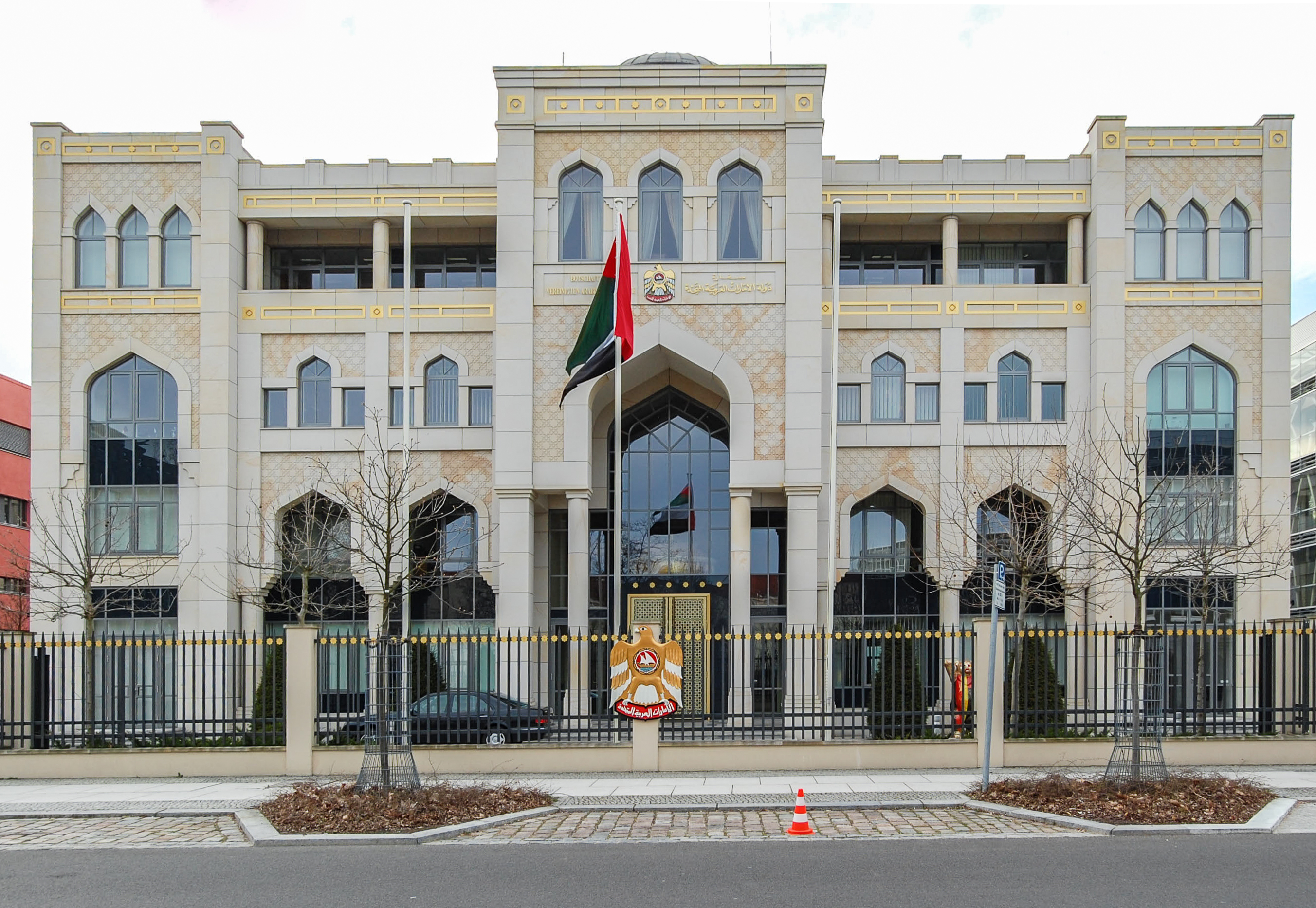
Посольство ОАЭ в Берлине.

В мае 1972 года были установлены дипломатические отношения между Федеративной Республикой Германия и Объединёнными Арабскими Эмиратами. В апреле 2004 года страны объявили об установлении стратегического партнерства, а в январе 2009 года Германия и ОАЭ пришли к соглашению начать проведение регулярных политических консультаций с участием министерств иностранных дел.
В августе 2015 года министр иностранных дел ОАЭ Абдалла бен Заид Аль Нахайян посещал Германию. В начале июля 2017 года министр иностранных дел Германии Зигмар Габриэль осуществил визит в Абу-Даби. В мае 2017 года федеральный канцлер Германии Ангела Меркель посетила ОАЭ, чтобы провести переговоры с наследным принцем Абу-Даби Мухаммадом ибн Зайдом Аль Нахайяном, который ранее в мае 2016 года осуществлял официальный визит в Берлин.

## Торговля
В 2008 году экспорт Германии в ОАЭ составил сумму 5,84 млрд. евро. Германские компании вносят значительный вклад в инфраструктурные проекты ОАЭ и играют ведущую роль в развитии альтернативной энергетики в стране.
В 2016 году экспорт Германии в ОАЭ составил сумму около 14,5 млрд евро, что делает ОАЭ (наряду с Саудовской Аравией) крупнейшим экспортным рынком Германии во всем регионе Ближнего Востока и Северной Африки. Экспорт товаров из ОАЭ в Германию составил сумму 0,9 млрд евро. Экспорт Германии в ОАЭ: самолёты, автомобили, машинное оборудование, электротовары и химические продукты. Экспорт ОАЭ в Германию: алюминиевая продукция и химическая продукция.
В ОАЭ представлены около 900 германских компаний, большинство из них в Дубае (около 600) и Абу-Даби, а остальные в пяти северных эмиратах. В ОАЭ проживает около 14 500 граждан Германии, большинство из них в Дубае. Между странами подписано соглашение о воздушном транспорте и соглашение о защите инвестиций, а также соглашение об избежании двойного налогообложения.

## Дипломатические представительства
- Германия имеет посольство в Абу-Даби и генеральное консульство в Дубае[4].
- ОАЭ содержит посольство в Берлине[5].